# Siedmiorzecze
Siedmiorzecze (ros. Ceмиpeчьe, kaz. Жетісу, kirg. Жетисуу) – region historyczny w Azji Środkowej nad granicą chińską, za czasów Imperium Rosyjskiego osobny obwód ze stolicą w Wiernym (Ałmaty), obecnie należący w większości do Kazachstanu, częściowo do Kirgistanu (wschodnia połowa kraju, dolina rzeki Talas, powiat Biszkek) i Chin (ujgurski region autonomiczny Sinciang).
Siedmiorzecze leży na przedgórzu Tienszanu i wzięło nazwę od siedmiu rzek, które spływają z północnego Tienszanu do jezior Bałchasz, Sasykköl i Ała-kol: Ili, Karatał, Bien, Aksu, Lepsy, Baskan i Sarkandu. Obejmuje obszar 402 200 km². Na zachodzie granicą jego jest grzbiet gór Karatau, na wschodzie graniczy z Dżungarią, na północy z jeziorem Bałchasz. Góry są do wysokości 2000 m porośnięte drzewostanem liściastym, szczyty drzewami iglastymi. Rolnictwo uprawia się tylko na północnym zachodzie, w dolinie rzeki Ili, reszta obszaru, pokryta wegetacją pustynną jest użytkowana jako zimowe pastwiska.
Region zamieszkany jest głównie przez Kazachów, ale posiada także rosyjskojęzyczną ludność kozacką – Kozaków Siedmiorzeckich (w końcu XIX wieku – 14 stanic).
Główne miasta w regionie Siedmiorzecza to:
- Ałmaty (dawniej ros. Wiernyj)
- Biszkek (dawniej ros. Piszpek)
- Taraz
- Tałdykorgan
- Yining